# 钱雷 (明朝医学家)
钱雷（?—?）。字豫斋，四明（现浙江宁波）人，明朝医学家。

## 著作
曾对《脏腑证治图说人镜集》（简称作《人镜经》）八卷本进行过增补。另外著有《人镜经附录》两卷，始刊行于明万历三十四年（1608年），后人清朝初年张俊英又补充二卷，名作《人镜经续录》。